# 桂阳县
桂阳县位于中华人民共和国湖南省东南部，为郴州市辖县。县境为湖南多金属矿区，也是中国重要烤烟生产县份和重点产烟基地之一。桂阳位于春陵水上游，骑田岭西北侧，为郴州地区面积最大、人口最多的县份。县域总面积2,973平方公里，位居全省各县市的第14位；常住人口約71万人。县人民政府駐城北南路。

## 历史
桂阳于东晋建武元年（317年）始置县，析桂阳及郴县地置平阳县、治平阳郡、县属郡。唐设桂阳监，宋设桂阳军，元为桂阳路，明为桂阳州，清设桂阳直隶州，民国2年（1913年）改桂阳直隶州为桂阳县。
| 桂阳县历史沿革简表                        | |            |                |
| 年份                                      | 变更 | 名称       | 所属           |
| 东晋建武元年（317年）                     | 陶侃析郴西地（郴县）置平阳县、平阳郡，县属郡。                                                                               | 平阳县     | 平阳郡         |
| 隋开皇九年(589年)                         | 平阳郡、平阳县俱废，并人郴县。                                                                                               | 郴县       | 郴州           |
| 隋大业十三年（617年）                     | 萧铣复置平阳县，属桂阳郡 | 平阳县     | 桂阳郡         |
| 唐武德七年（624年）                       | 平阳县并入郴县；翌年复置，属桂阳郡；                                                                                         | 郴县       | 桂阳郡         |
| 唐至德二年（757年）                       | 桂阳郡易名郴州，州移治平阳县。                                                                                               | 平阳县     | 郴州           |
| 唐贞元二十年（804年）                     | 置桂阳监于平阳县，专理采铜铸钱，时境内有铜坑280余处。                                                                        | 平阳县     | 郴州           |
| 唐元和十五年（820年）                     | 州迁治于郴县。 | 平阳县     | 郴州           |
| 唐天佑元年（904年）                       | 撤平阳县入桂阳监。 | 桂阳监     | 郴州           |
| 后晋天福四年（939年）                     | 撤临武县入桂阳监。 | 桂阳监     | 郴州           |
| 宋景德二年（1005年）                      | 蓝山县划入桂阳监。 | 桂阳监     | 郴州           |
| 宋天禧三年（1019年）                      | 复置平阳县属桂阳监。 | 平阳县     | 桂阳监         |
| 宋绍兴三年（1133年）                      | 桂阳监改称桂阳军；军治平阳城，平阳县属桂阳军。黑风峒变乱后，析置桂东县。                                                     | 平阳县     | 桂阳军         |
| 元至元十四年（1277年）                    | 桂阳军改为桂阳路，路治平阳城，平阳县隶桂阳路。                                                                               | 平阳县     | 桂阳路         |
| 明洪武元年（1368年）                      | 桂阳路更为桂阳府，领平阳、临武二县和常宁、耒阳二州。                                                                         | 平阳县     | 桂阳府         |
| 明洪武九年（1376年）                      | 桂阳府更为桂阳州，省平阳县入桂阳州编户，属衡州府；洪武十三年，桂阳州辖桂阳本州、临武、蓝山。                                 | 桂阳州     | 衡州府         |
| 明崇祯十二年（1639年）                    | 析桂阳本州西南禾仓堡和临武县西北置嘉禾县，属桂阳州。                                                                         | 桂阳州     | 衡州府         |
| 清康熙十三年（1674年） （一说康熙十七年） | 吴三桂据衡州，避讳“桂”字，改桂阳为南平州。十七年八月吴死，次年二月（1679）复名桂阳州。                                       | 南平州     | 衡州府         |
| 清雍正十年（1732年）                      | 桂阳州更名桂阳直隶州，领临武、蓝山、嘉禾三县，隶衡永郴桂道。                                                                 | 桂阳直隶州 | 衡永郴桂道     |
| 民国2年（1913年）                         | 废桂阳直隶州，改名桂阳县，属衡永郴桂道                                                                                       | 桂阳县     | 衡永郴桂道     |
| 民国3年                                   | 民国3年6月2日，改衡永郴桂道为衡阳道；民国11年湖南撤销道制为省县二级制                                                        | 桂阳县     | 衡阳道         |
| 民国26年                                  | 湖南划为9行政督察区（行政督察专员公署），第八区驻郴县；辖郴县、桂东、汝城、永兴、资兴、宜章、桂阳、嘉禾、临武和蓝山10县      | 桂阳县     | 第八行政督察区 |
| 民国29年                                  | 湖南省划为10个行政督察区，第三区驻郴县；辖郴县、桂阳县、永兴县、宜章县、资兴县、临武县、汝城县、桂东县、蓝山县和嘉禾县共10县 | 桂阳县     | 第三行政督察区 |
| 1949年                                    | 第三行政督察区各县由衡阳专区代管；1949年11月25日，成立郴县专区                                                               | 桂阳县     | 郴县专区       |
| 1952年                                    | 1952年11月13日，郴州、零陵、衡阳三专区合为湘南行政区                                                                         | 桂阳县     | 湘南行政区     |
| 1954年7月                                 | 1954年7月6日，撤销湘南行政区，改设衡阳与郴县两个专区                                                                         | 桂阳县     | 郴县专区       |
| 1959年3月                                 | 1959年3月，新田县并入桂阳县；1961年复置                                                                                      | 桂阳县     | 郴州专区       |
| 1960年7月                                 | 改郴县专区为郴州专区 | 桂阳县     | 郴州专区       |
| 1968年2月                                 | 郴州专区更名郴州地区 | 桂阳县     | 郴州地区       |
| 1979年3月                                 | 撤郴州地区设立郴州市 | 桂阳县     | 郴州市         |

## 人口
截至2020年11月，桂阳县常住人口为709372人。
全县常住人口695,918人（2010普查），居全省第33位；年末户籍人口86.56万人（2011）。基于年中人口（年平均常住人口）推算：上年末常住人口69.69万人、本年末69.75万人，2011年年平均常住人口为69.72万人。

## 經濟
2011年，桂阳县GDP总量200.02亿元，占湖南全省GDP的1.02%，占郴州市域GDP总量的14.86%；人均GDP为28,689元。全年城镇居民人均可支配收入18,139元，农村居民家庭人均纯收入8,655元。

## 行政区划
桂阳县下辖3个街道办事处、17个镇、1个乡、1个民族乡：
龙潭街道、鹿峰街道、黄沙坪街道、仁义镇、太和镇、洋市镇、和平镇、流峰镇、塘市镇、莲塘镇、舂陵江镇、荷叶镇、方元镇、樟市镇、敖泉镇、正和镇、浩塘镇、雷坪镇、欧阳海镇、四里镇、桥市乡和白水瑶族乡。
桂阳县在2012年4月乡级区划调整前，下辖14镇25乡，此外还有8个独立形态的县直管单位。2012年4月对27个乡镇和8个县直管单位撤并为14个乡级区划单位，调整后全县共有3个街道、15镇和8乡（含2民族乡）共计26个行政区划单位。
| 桂阳县2012年乡级行政区划调整 |         |              | |                                              |        |
| 区划名称                     | 面积    | 原所属乡镇   | 行政村 | 社区                                         | 驻地   |
| 龙潭街道                     | 171.81  | 城关镇       | | 高码头、北关、八字塘、五云观                 | 八字塘 |
| 龙潭街道                     | 171.81  | 城郊乡       | 城北、昭金、洞水 |                                              | 八字塘 |
| 龙潭街道                     | 171.81  | 仁义镇       | 梧桐 |                                              | 八字塘 |
| 龙潭街道                     | 171.81  | 樟市镇       | 山背 |                                              | 八字塘 |
| 龙潭街道                     | 171.81  | 桂阳茶场     | |                                              | 八字塘 |
| 龙潭街道                     | 171.81  | 畜禽良种场   | |                                              | 八字塘 |
| 龙潭街道                     | 171.81  | 太和国有林场 | |                                              | 八字塘 |
| 鹿峰街道                     | 60.17   | 城关镇       | | 十字街、南塔、蔡伦井、东塔、百花、北麓、南苑 | 肖家坳 |
| 鹿峰街道                     | 60.17   | 城郊乡       | 牛巷口、新城、子龙、富阳 |                                              | 肖家坳 |
| 黄沙坪街道                   | 36.95   | 黄沙坪镇     | 羊角、上银山、周台、山下 | 桃花园、三好桥、三棵树                       | 黄沙坪 |
| 黄沙坪街道                   | 36.95   | 共和农场     | 三关、共和 | 井水坪                                       | 黄沙坪 |
| 黄沙坪街道                   | 36.95   | 城郊乡       | 柏树 |                                              | 黄沙坪 |
| 黄沙坪街道                   | 36.95   | 太和镇       | 沙坪 |                                              | 黄沙坪 |
| 正和镇                       | 93.90   | 城郊乡       | 官溪、西水、极乐、全义、燕山、火田、解放 | 桐子坪                                       | 桐子坪 |
| 正和镇                       | 93.90   | 正和乡       | 正和、付家、豆坪、欧家、黄石铺、阳山、新屋、芦村 | 正和圩                                       | 桐子坪 |
| 流峰镇                       | 171.81  | 流峰镇       | 西安村、东水村、水落亭村、杞木村、松市村、沧海村、三洞村、双染村、南塘村、三阳村、富社村、泥汾村                                                                         | 流市社区                                     | 流渡桥 |
| 流峰镇                       | 171.81  | 板桥乡       | 现田村、步云村、金塘村、泉溪村、谢家村、敖背村、麻布村、坛边村、枧溪村、东庄村、泮塘村、回龙村、板桥村                                                                   |                                              | 流渡桥 |
| 流峰镇                       | 171.81  | 樟木乡       | 樟木村、上龙村、西湖村、龙桥村、五爱村、板溪村、璜溪村、枫溪村、塘源村、寨脚村、关冲村、大禾村、禾苍村、莲合村                                                           |                                              | 流渡桥 |
| 舂陵江镇                     | 36.95   | 古楼乡       | 古楼村、久长村、西冲村、石马村、桃田村、朱李村、下梁村、双桥村、车溪村、星塘村、苗元村、坳下村、五一村                                                                   |                                              | 飞仙桥 |
| 舂陵江镇                     | 36.95   | 飞仙镇       | 飞仙村、新窑村、官田村、浮湖村、理坪村、梓木村、清口村、洪家村、汪岭村、塔水村、社下村、岩口村、甑井村、洞尾村、长隆村                                                   |                                              | 飞仙桥 |
| 舂陵江镇                     | 36.95   | 余田乡       | 余田村、铁炉村、上塘村、海塘村、虎子带村、下冲村、金坪村、觉山村、槐江村、樟龙村、上桥村、下桥村、钟家村、码头村、大莲村、吉利村、小田村、江里村、增家村、栗坪村、匡家村 |                                              | 飞仙桥 |
| 舂陵江镇                     | 36.95   | 十字乡       | 横塘村、愁下村、双林村、大市村、陈江村、黄土村、柏家村、九岐村、岐石村、茶林村、定心村、十字村、蔓池村                                                                   |                                              | 飞仙桥 |
| 太和镇                       | 118.39  | 太和镇       | 汪塘村、珠塘村、潭沙村、社员村、地界村、神下村 | 太和社区                                     | 泡古浪 |
| 太和镇                       | 118.39  | 清和乡       | 车田村、烟村、榜山村、长乐村、清和村、溪口村、龙渡村、起岺村、太竹村、当家村、芙蓉村、峰源村                                                                             |                                              | 泡古浪 |
| 方元镇                       | 221.08  | 方元镇       | 方元村、谷田村、中和村、毛坪村、观山村、关口村、锦里村、横村、岭背村、堂下村、老神背村、长汾村、林溪村、秀里村、茅栗圩村、下龙村、坪石岭村、下廊村                       |                                              | 方元圩 |
| 方元镇                       | 221.08  | 燕塘乡       | 麻地村、元里村、下燕村、青坪村、燕塘村、周家村、花果村、枫山村、大塘村、小冲村、白沙村、上邓村、高桥村、下邓村、六合村                                                   |                                              | 方元圩 |
| 樟市镇                       | 191.83  | 樟市镇       | 樟市村、甫口村、高塘村、红冲村、舍市村、东郊村、竹里村、泊山村、水盘村、毛甫村、京口村、桐木村、新桥村、梅塘村                                                           |                                              | 樟树下 |
| 樟市镇                       | 191.83  | 团结圩乡     | 团结村、公和村、洋塘村、东冲村、平都村、曾家村、禾苍头村、竹中村、龟上村、深塘村                                                                                         |                                              | 樟树下 |
| 洋市镇                       | 171.61  | 洋市镇       | 洋市村、仁和村、平堂村、停欧村、石兰村、双江村、杨湖村、府桥村、老屋村、南衙村、元林村、古塘村、龙口村                                                                   |                                              | 洋布坪 |
| 洋市镇                       | 171.61  | 东成乡       | 车江村、春养村、会冲村、泉塘村、庙下村、东成村、瓦僚村、东岭村、花麦村、花台村                                                                                           |                                              | 洋布坪 |
| 仁义镇                       | 190.33  | 仁义镇       | 仁义村、王泗村、大坊村、刘方村、桐岗村、白云村、圳头村、田心村、下湾村、大湖村、阴山村、莲花村、山河村、下元村                                                           |                                              | 仁义圩 |
| 仁义镇                       | 190.33  | 银河乡       | 大何村、花元村、三都村、塘池村、长江村、乌市村、育才村 |                                              | 仁义圩 |
| 仁义镇                       | 190.33  | 莲花坪农场   | |                                              | 仁义圩 |
| 仁义镇                       | 190.33  | 桂阳渔场     | |                                              | 仁义圩 |
| 四里镇                       | 126.11  | 四里乡       | 四里村、梅家村、安乐村、石盘村、船形村、排楼村、阴泉村、美丽村、竹山村、蛟龙村、雷塘村、均真村、长冲村、社溪村、李家村、芙塘村、谭家村、东塘村                           |                                              | 四里圩 |
| 四里镇                       | 126.11  | 六合乡       | 六合村、阳家村、石龙村、源头村、岩龙村、龙源村、白田村、油井村、西汾村、立新村、饶家村、芹溪村、田心村、复成村、河田村                                                   |                                              | 四里圩 |
| 雷坪镇                       | 1117.98 | 雷坪乡       | 林里村、花园里村、三泉口村、上田坊村、上岗村、梧桐村 |                                              | 雷坪圩 |
| 雷坪镇                       | 1117.98 | 青兰乡       | 粮源村、黄田村、聂锡村、拥冲村、石溪村、陈溪村、新村、曲木村、塘头村、株木村、西江村、青兰村                                                                             |                                              | 雷坪圩 |
| 白水乡                       | 111.74  | 白水乡       | 洋泉村、濂溪村、七步村、中白村、四境村、江友村、紫河村、清溪村、萍湖村                                                                                                   |                                              | 上唐家 |
| 白水乡                       | 111.74  | 华泉乡       | 神牌村、雅里村、丰城村、发龙村、水口村、正义村、泉田村、福隆村 |                                              | 上唐家 |

## 政治

### 现任领导
| 机构     | 桂阳县人民政府 县长 | · 中国共产党 · 桂阳县委员会 · 书记 | 桂阳县人民代表大会 常务委员会 主任 | · 中国人民政治协商会议 · 桂阳县委员会 · 主席 |
| -------- | ------------------- | ---------------------------------- | ---------------------------------- | -------------------------------------------- |
| 姓名     | 李志强              | 巫初华                             | 刘久正                             | 肖晖                                         |
| 民族     | 汉族                | 汉族                               | 汉族                               | 汉族                                         |
| 出生地   | 湖南省武冈市        | 江西省宜丰县                       | 湖南省蓝山县                       | 湖南省桂阳县                                 |
| 出生日期 | 1980年6月（44歲）   | 1973年12月（51歲）                 | 1968年4月（57歲）                  | 1968年7月（56歲）                            |
| 就任日期 | 2021年4月           | 2021年7月                          | 2021年7月                          | 2016年12月                                   |

## 语言
- 桂阳为汉语多方言区。汉语大致可分为城关话（桂阳官话，为西南官话的一种），桂阳土话（湘南土话），和矿山话（与湘语有关）三类。
  - 城关话，即桂阳官话，属西南官话的一种，与普通话差别较小，主要通行于城关镇以及南部和东部一些乡镇，也是本县的官方语言。
  - 桂阳土话，为湘南土话的一种，是桂阳县第一大方言，使用人口最多，主要分布在桂阳县北半部。操桂阳土话的人口占全县总人口的三分之二。桂阳土话与西南官话和普通话差异巨大，与其完全无法互通。桂阳本地土话从口音上可分为三大类：银河话、和平话、流丰话。几种本地土话之间差异较大，互相通话有一定困难。当地人大多能懂得城关话（桂阳官话），中青年多数能讲不熟练的桂阳官话。桂阳土话区的居民平时说本地土话，对外交流时改说城关话（桂阳官话）。
  - 矿山话主要通行于黄沙坪、宝山、雷坪有色金属矿区，与湘语相关，较接近湘语长沙话。
- 此外，北部山区华山瑶族乡和杨柳瑶族乡以及光明乡、莲塘乡的一些瑶族行政村通行勉语和桂阳土话，南部清和乡芙蓉瑶族村讲勉语和桂阳官话。[7]

## 交通与旅游

### 交通
桂阳县处于内陆与沿海地区结合部的前沿，是湘南地区交通优势较为明显的地区。

#### 铁路交通
- 东西向
  - 郴嘉窄轨铁路：桂阳站设于城关镇。
- 南北向
  - 京广高速铁路：穿境而过东城乡。

#### 公路交通
- 东西向
  -  厦蓉高速厦蓉高速公路：自东向西纵贯桂阳县境内35.67公里，途径清和、正和、太和、黄沙坪、方元、燕塘6个乡镇。
  - 郴资桂高等级公路：东起资兴市东江镇，西止桂阳县城关镇黄腊塘，与省道1806线、1842线相接，全长65.5公里。
  - 桂嘉高等级公路：东起桂阳县黄腊塘，续接郴资桂高等级公路，止于嘉禾县坦塘乡，全长40.7公里。
  - 湖南省省道1806线
  -  357国道
- 南北向
  - 京珠高速公路复线（在建）：于2008年12月30日开始施工，2012年建成通车，总工期36个月。即 京港澳高速扩容工程湖南衡阳至临武段（复线）。桂阳县内途经流峰镇、余田乡、浩塘乡。原按四车道设计，后调整为六车道高速公路，为湖南第一条全线双向六车道高速公路。[8]
  - 湖南省省道1807线
  - 湖南省省道1842线
  - 湖南省省道214线桂临二级公路（在建）：起于桂阳县城南郊黄腊塘，经北湖区鲁塘镇，止于临武县同益乡，全长54.303公里。

### 旅游
- 东塔公园：位于桂阳城东鹿峰山，该公园以明万历元年(1573年)竣工的东塔(又名鹿峰塔)而得名。
- 阳山古民居旅游区：位于郴州市桂阳县正和乡阳山村境内，距离郴州市区约30公里，距桂阳县城15公里。主要景点有古民居群、原始次生森林、驿道古桥、明清古墓、太平天国古战场、高山草甸、天然溶洞等十余处。为“中国十大古村”之一[9]

- 奇秀山庄：湖南省五星级休闲农庄，位于桂阳县樟市镇高塘村。[10]
- 桂阳宝岭公园是一个国家级矿山公园。

## 教育
2007年末，桂阳县拥有普通中学27所，在校学生34538人；拥有普通小学358所，在校学生66439人；共有民办教育机构114所，占全县学校的23%，在校学生18869人（包括民办幼儿园13569人）。主要学校有：
- 桂阳县第一中学：位于湖南省桂阳县城关镇，2005年评定为湖南省示范性普通高级中学。
- 桂阳县第三中学：位于湖南省桂阳县城关镇，1978年为郴州地区重点中学，1998年评定为湖南省重点中学（2004年改称“湖南省示范性普通高级中学”）
- 桂阳士杰中英文学校：位于湖南省桂阳县城关镇，为民办学校。2008年8月28日，学校由桂阳县委、县政府接管，成为义务教育九年一贯制公办学校。
- 桂阳县城南完小：位于湖南省桂阳县城关镇，为湖南省现代教育技术实验学校、湖南省基础教育教学研究实验学校。
- 桂阳县蓉峰完小：是一所办学历史悠久的全日制小学校.
- 桂阳蒙泉中学：2007年秋季创办的一所县直公办学校。

## 特产与美食
- 油炸肉丸子
- 坛子肉
- 和平豆腐
- 子姜血鸭[11]

- 糥米糍粑
- 方元五爪辣椒